# (30727) 1979 MC9
(30727) 1979 MC9 est un astéroïde de la ceinture principale d'astéroïdes découvert en 1979.

## Description
(30727) 1979 MC9 a été découvert le 25 juin 1979 à l'observatoire de Siding Spring, situé près de Coonabarabran, en Nouvelle-Galles du Sud, en Australie, par Eleanor Francis Helin et Schelte J. Bus.

### Caractéristiques orbitales
L'orbite de cet astéroïde est caractérisée par un demi-grand axe de 2,35 ua, un périhélie de 1,93 ua, une excentricité de 0,18 et une inclinaison de 2,19° par rapport à l'écliptique. Du fait de ces caractéristiques, à savoir un demi-grand axe compris entre 2 et 3,2 ua et un périhélie supérieur à 1,666 ua, il est classé, selon la JPL Small-Body Database, comme objet de la ceinture principale d'astéroïdes.

### Caractéristiques physiques
(30727) 1979 MC9 a une magnitude absolue (H) de 16,6 et un albédo estimé à 0,039.